# Општина Толвадија
Општина Толвадија (рум. Livezile) је сеоска општина у округу Тимиш у западној Румунији. Општина је значајна по присутној српској националној мањини у Румунији, која је данас малобројна, али и даље присутна (3% становништва).

## Природни услови
Општина Толвадија се налази у румунском Банату и гранична је са подручјем Србије. Општина је равничарског карактера.

## Становништво и насеља
Општина Толввадија имала је према последњем попису 2002. године 1.619 становника.
Општина се састоји из 2 насеља:
- Долац
- Толвадија - седиште општине

## Срби у општини
Срби у општини чине 3% становништва општине и живе у Толвадији, где су у мањини. Остатак су првенствено Румуни (85%).